# مايك وليامز (كرة سلة)
مايك وليامز (بالإنجليزية: Mike Williams)‏ مواليد 14 أغسطس 1963 في شيكاغو، هو لاعب كرة سلة أمريكي سابق. تم اختياره من قبل فريق غولدن ستايت ووريورز خلال الدرافت. حمل الرقم 35. يبلغ طوله 6 قدم 8 بوصة (2.0 م). حقق المركز الثاني في دورة الألعاب الأمريكية 1995.

## المسيرة الاحترافية
لعب مع سي بي مورسيا في الدوري الإسباني من سنة 1986 إلى 1988، ثم لعب مع سكرامنتو كينغز في موسم 1989–1990، ثم لعب مع أتلانتا هوكس في سنة 1990، ثم لعب مع نادي أورينسي لكرة السلة في الدوري الإسباني في سنة 1990.

## الميداليات
| الميدالية | المسابقة                    |
| --------- | --------------------------- |
| فضية      | دورة الألعاب الأمريكية 1995 |

## روابط خارجية
- مايك وليامز على موقع إن بي أي (الإنجليزية)
- مايك وليامز على موقع سبورتس رفرنس (الإنجليزية)
- مايك وليامز على موقع الدوري الإسباني لكرة السلة (الإسبانية)
- مايك وليامز على موقع كلية كرة السلة في سبورتس رفرنس.كوم (الإنجليزية)
- مايك وليامز على موقع ريلجم (الإنجليزية)
- مايك وليامز على موقع بروبوليرز (الإنجليزية)